# 1821 (numero)
Milleottocentoventuno (1821) è il numero naturale dopo il 1820 e prima del 1822.

## Proprietà matematiche
- È un numero dispari.
- È un numero composto da 4 divisori: 1, 3, 607, 1821. Poiché la somma dei suoi divisori (escluso il numero stesso) è 611 < 1821, è un numero difettivo.
- È un numero semiprimo.
- È un numero nontotiente in quanto dispari e diverso da 1.
- È un numero felice.
- È un numero congruente.
- È un numero intero privo di quadrati.
- È un numero odioso.
- È parte delle terne pitagoriche (1821, 2428, 3035), (1821, 184220, 184229), (1821, 552672, 552675), (1821, 1658020, 1658021).

## Astronomia
- 1821 Aconcagua è un asteroide della fascia principale del sistema solare

## Astronautica
- Cosmos 1821 è un satellite artificiale russo.